# Varför är solen så röd
Varför är solen så röd är ett studioalbum av Christer Sjögren, utgivet 21 oktober 1996.
Det spelats in i Miami, och producerades och arrangerades av Ramón Arcusa, även producent åt Julio Iglesias. Albumet sålde över 110 000 exemplar, och Christer Sjögren genomförde även en konsertturné i Sverige och Norge, med material från albumet. På albumlistorna placerade det sig som högst på 3:e plats i Sverige och 11:e plats i Norge.
Låten "Cecilia" låg en vecka på Svensktoppen, 14 december 1996 . "Jag älskar dig än" testades också på Svensktoppen, den 22 februari 1997, men tog sig inte in på listan .

## Låtlista
1. Varför är solen så röd (Quando calienta el sol)
2. Vi ska lära för livet (Quiereme mucho)
3. Quando, Quando, Quando
4. Jag älskar dig än
5. Ännu en dag (Johnny Guitar)
6. Crying in the Moonlight (Månsken i augusti)
7. Jag vill dansa med dig
8. San Martinho
9. Kärlekens vind (Lambada)
10. Vaya Con Dios
11. Cecilia
12. Jamaica (Jamaica: Jamaica Farewell)

## Medverkande
- Dan Werner - gitarr
- Nicky Orta - bas
- Tim Divine, keyboard
- Lee Levin - trummor
- Tony Concepcion, trumpet

## Listplaceringar
| Lista (1996-1997) | Topplacering |
| ----------------- | ------------ |
| Norge             | 11           |
| Sverige           | 3            |